# Adolf Schmal
Felix Adolf Schmal (Dortmund, 18 augustus 1872 – Salzburg, 28 augustus 1919) was een Oostenrijks baanwielrenner en schermer. Schmal won een gouden en twee bronzen medailles op de Olympische Zomerspelen 1896 in het baanwielrennen en behaalde een vierde plaats in het sabelevenement, een onderdeel van het schermen.

## Palmares
OS 1896
 in de 12 uur
 in de sprint, 333,33 m
 op de 10 km
- Gemeinsame Normdatei: 1030282234
- International Standard Name Identifier: 0000 0004 0011 3056
- Nationale Bibliotheek van Tsjechië: pna2013748230
- Nationale en Universitaire bibliotheek Zagreb: 000719296
- Virtual International Authority File: 295657988
- WorldCat: E39PBJd3KGhwgrwWcgTMkbj9jC